# Mange tes morts (film)
Pour les articles homonymes, voir Mange tes morts.
Pour plus de détails, voir Fiche technique et Distribution.
Mange tes morts : tu ne diras point est un film français de Jean-Charles Hue, sorti en 2014.

## Synopsis
Années 2010 en France. Trois frères yéniches sont de nouveau réunis : Fred, l'aîné qui vient de sortir de quinze ans de prison ; Mickaël, le cadet impulsif et méfiant ; et Jason, le benjamin tout juste majeur. Les membres de leur camp, de plus en plus tournés vers le Pentecôtisme, voient d'un mauvais œil le retour de ce « voleur », alors que Jason prépare son baptême.
Ce dernier admire tant son frère, désormais sans un sou, qu'il lui parle d'un camion de 25 tonnes de cuivre arrivé récemment dans un entrepôt voisin. Pour Fred, c'est l'occasion rêvée : au volant de sa mythique Alpina, il embarque ses deux frères et leur cousin Moïse dans une virée nocturne pour dérober la cargaison…

## Fiche technique
- Titre : Mange tes morts : tu ne diras point
- Réalisation : Jean-Charles Hue
- Scénario : Jean-Charles Hue et Salvatore Lista
- Dialogues : Jean-Charles Hue
- Photographie : Jonathan Ricquebourg
- Son : Antoine Bailly
- Décors : Christophe Simonnet
- Montage : Isabelle Proust
- Musique : Vincent-Marie Bouvot
- Société de production : Capricci Production
- Durée : 94 minutes
- Dates de sortie :
  - France : mai 2014 (avant-première à la Quinzaine des réalisateurs)[1] ; 25 septembre 2014

## Distribution
- Frédéric Dorkel : Fred
- Michael Dauber : Mickaël
- Jason François : Jason
- Moïse Dorkel : Moïse
- Philippe Martin : Tintin
- Alexandre Reboncourt : George

## Accueil critique
- Dans les Cahiers du cinéma[2], Vincent Malausa estime que « le travail d'exploration de Mange tes morts de Jean-Charles Hue, qui poursuit sa quête de reconnaissance de la communauté gitane, produit un effet de télescopage entre cinéma de genre et néoréalisme », soulignant que « l'illisibilité même du film, qui se refuse à sous-titrer le dialecte de ses comédiens amateurs[3], participe d'une logique d'immersion qui trouve dans le thriller un horizon extrêmement revigorant ».
- Dans Les Inrocks[4], Luc Chessel souligne l'originalité de l'image : « La photographie de Jonathan Ricquebourg réinvente La Prisonnière du désert dans un air trouble, embrumé, un nimbe de pots d’échappement et de halos clignotants, et cherche la lumière dans le brouillard autour des dernières usines. »
- Dans Le Figaro[5], Étienne Sorin déclare : « Dans le cinéma d'action actuel, Jean-Charles Hue n'a pas grand-chose à envier aux réalisateurs français qui dépensent des millions d'euros pour imiter les Américains. Il est même meilleur que la plupart. »

## Tournage
Le tournage s'est, notamment, déroulé dans de multiples villes d'Indre-et-Loire et du Loiret.

## Distinctions
- Prix Jean-Vigo 2014
- Festival du film de Turin 2014 : Meilleur film[7]